# Hennie Sietsema
Hennie (Henny) Sietsema was in 1938 de derde Nederlandse vrouwelijke schaatskampioen op de kortebaan.. Zij won op 24 december van dat jaar in Groningen voor Anje Heersema en Trijntje Hemminga. 

## Uitslagen
| Jaar | Plaats | Kampioenschap |
| ---- | ------ | ------------- |
| 1939 | Goud   | NK Kortebaan  |